# Ilhas Chafarinas
As ilhas Chafarinas (em castelhano: Islas Chafarinas) são um arquipélago situado a 4 km da costa noroeste da África, no Mar de Alborão (Mediterrâneo), que faz parte das possessões espanholas.

É composto por três ilhas principais: a do Congresso, de Isabel II e do Rei. Este arquipélago encontra-se protegido sob a forma de Reserva Nacional.